# Trichomyia fusca
Trichomyia fusca är en tvåvingeart som beskrevs av Satchell 1950. Trichomyia fusca ingår i släktet Trichomyia och familjen fjärilsmyggor. Inga underarter finns listade i Catalogue of Life.